# Зелений Яр (Доманівська селищна громада)
Зелений Яр — село в Україні, у Доманівській селищній громаді Вознесенського району Миколаївської області. До 1945 р. носило назву Карлівка.
Населення становить 2302 осіб. Колишній орган місцевого самоврядування — Зеленоярська сільська рада.  Сільській Раді підпорядковані також населені пункти Богданівське,Великівка, Вікторівка, Голуби, Зелений Гай, Коштове, Макарівка, Ново лікарське, Семихатки.
Через село протікає річка Бакшала.( Притока Південного Бугу)
Село засноване наприкінці XVIII ст. вихідцями з Рязанської губернії. Пізніше сюди були переселені кріпаки з Єлисаветградського і Олександрійського повітів.
На околицях с. Богданівського виявлено кілька поселень доби пізнього палеоліту (понад 15 тис. років тому), неоліту (VI—IV тисячоліття до н. е.) та міді (IV тисячоліття до н. е.).

## Населення

### Мова
Розподіл населення за рідною мовою за даними перепису 2001 року:
| Мова       | Кількість | Відсоток |
| ---------- | --------- | -------- |
| українська | 864       | 95.58%   |
| російська  | 33        | 3.65%    |
| румунська  | 6         | 0.66%    |
| білоруська | 1         | 0.11%    |
| Усього     | 2302      | 100%     |

## Уродженці
- Дніпрова Чайка (*1 листопада 1861 — †13 березня 1927) — українська письменниця та поетеса.
- Ткаченко Володимир Пилипович — професор, завідувач кафедри медіасистем та технологій (МСТ) Харківського національного університету радіоелектроніки (ХНУРЕ).

## Освіта і культура
У Зеленому Яру працювала загальноосвітня школа I-II ступенів та дитячий навчально-виховний заклад.
Шкільна та сільська бібліотека, один будинок культури, медичний пункт, поштове відділення та низка магазинів ( Магазин « у Марини» ).
Також у селі працюють танцювальні та навчальні гуртки.
Навіть є свої музичні гурти: "Калинонька" та "Ивушки"; та танцювальний гурт "Смайлики".